# Rochefort-sur-Brévon
 Rochefort-sur-Brévon  là một xã thuộc tỉnh Côte-d’Or trong vùng Bourgogne-Franche-Comté miền đông nước Pháp.